# 貿易センター駅
貿易センター駅（ぼうえきセンターえき）は、兵庫県神戸市中央区磯辺通に位置する神戸新交通ポートアイランド線（ポートライナー）の駅である。駅番号はP02。

## 歴史
- 1981年（昭和56年）2月5日：ポートアイランド線開業に伴い、開業する[1]。
- 1995年（平成7年）
  - 1月17日：阪神・淡路大震災により営業を全線休止する。
  - 7月31日：三宮駅 - 中公園駅間が復旧に伴い営業を再開する（全線復旧）。
- 2004年（平成16年）11月20日・21日：神戸空港方面への延伸工事に伴う軌道切替工事により、営業を全線終日休止する。
- 2005年（平成17年）9月10日・11日：神戸空港方面への延伸工事に伴う軌道切替工事により、営業を全線終日休止する。
- 2018年（平成30年）3月30日：駅構内にエレベーターが設置される[2]。

## 駅構造
国道2号の真上に作られた、島式ホーム1面2線を持つ高架駅である。分岐器や絶対信号機を持たないため、停留所に分類される。
駅舎は、2階がコンコース、3階がプラットホーム。改札内にエレベーター、エスカレーター、トイレがある。道路を挟んだ東西方向を結ぶ歩道橋（エレベーター設置）が駅への通路となっている。

### のりば
| 番線 | 路線            | 行先                 |
| ---- | --------------- | -------------------- |
| 1    | ■ポートライナー | 神戸空港・北埠頭方面 |
| 2    | ■ポートライナー | 三宮方面             |

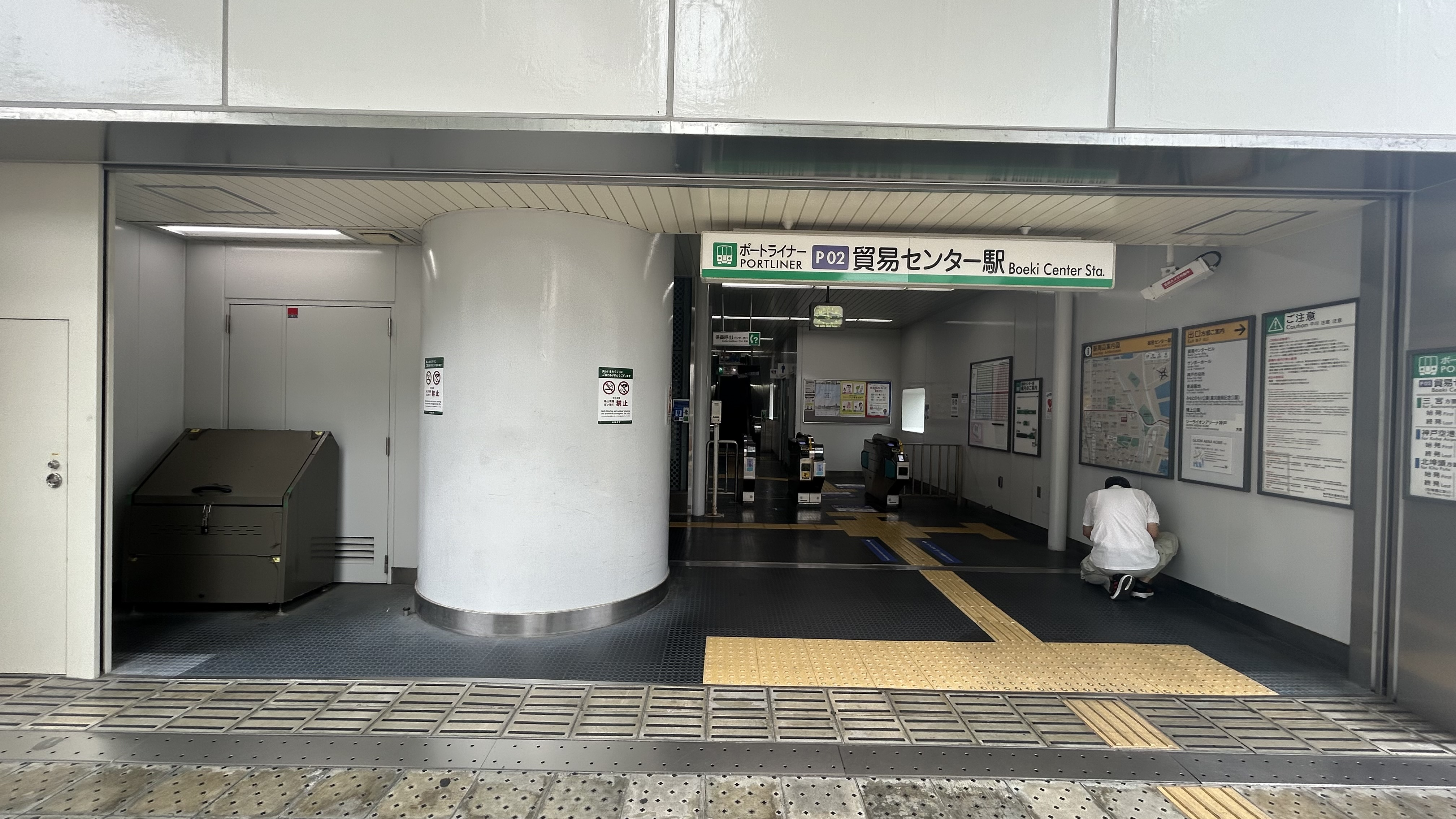
出入口
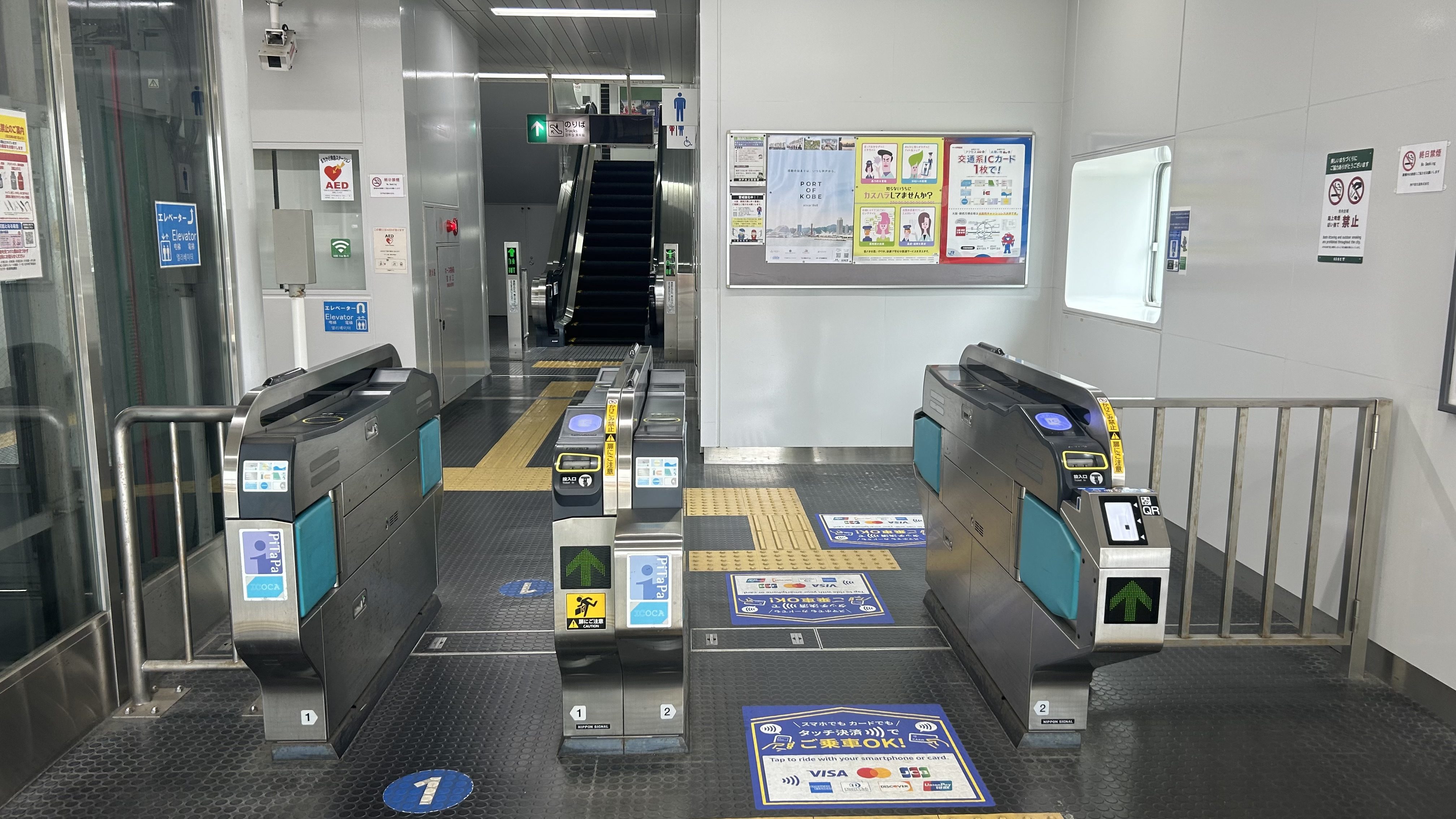
改札口
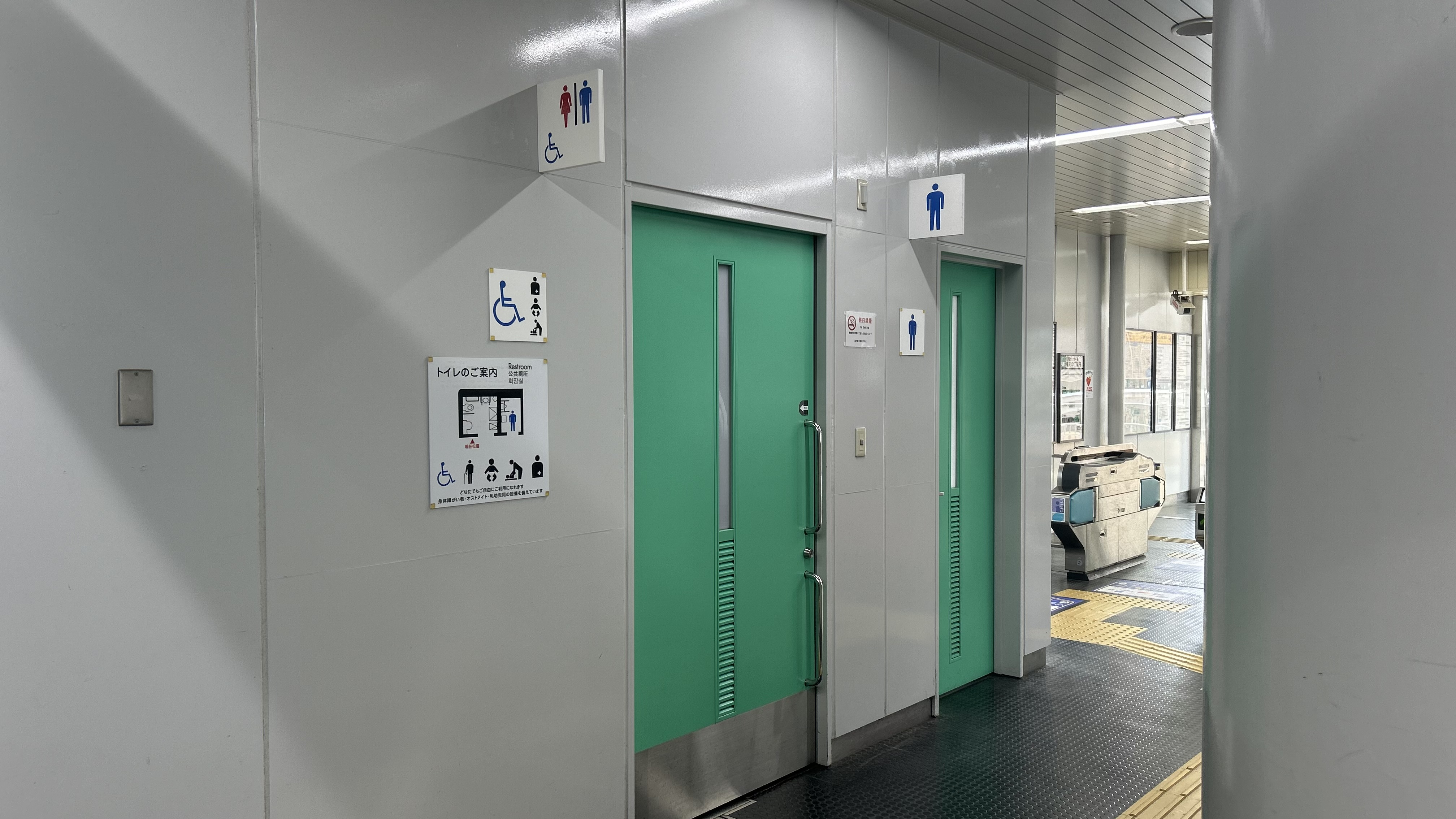
トイレ
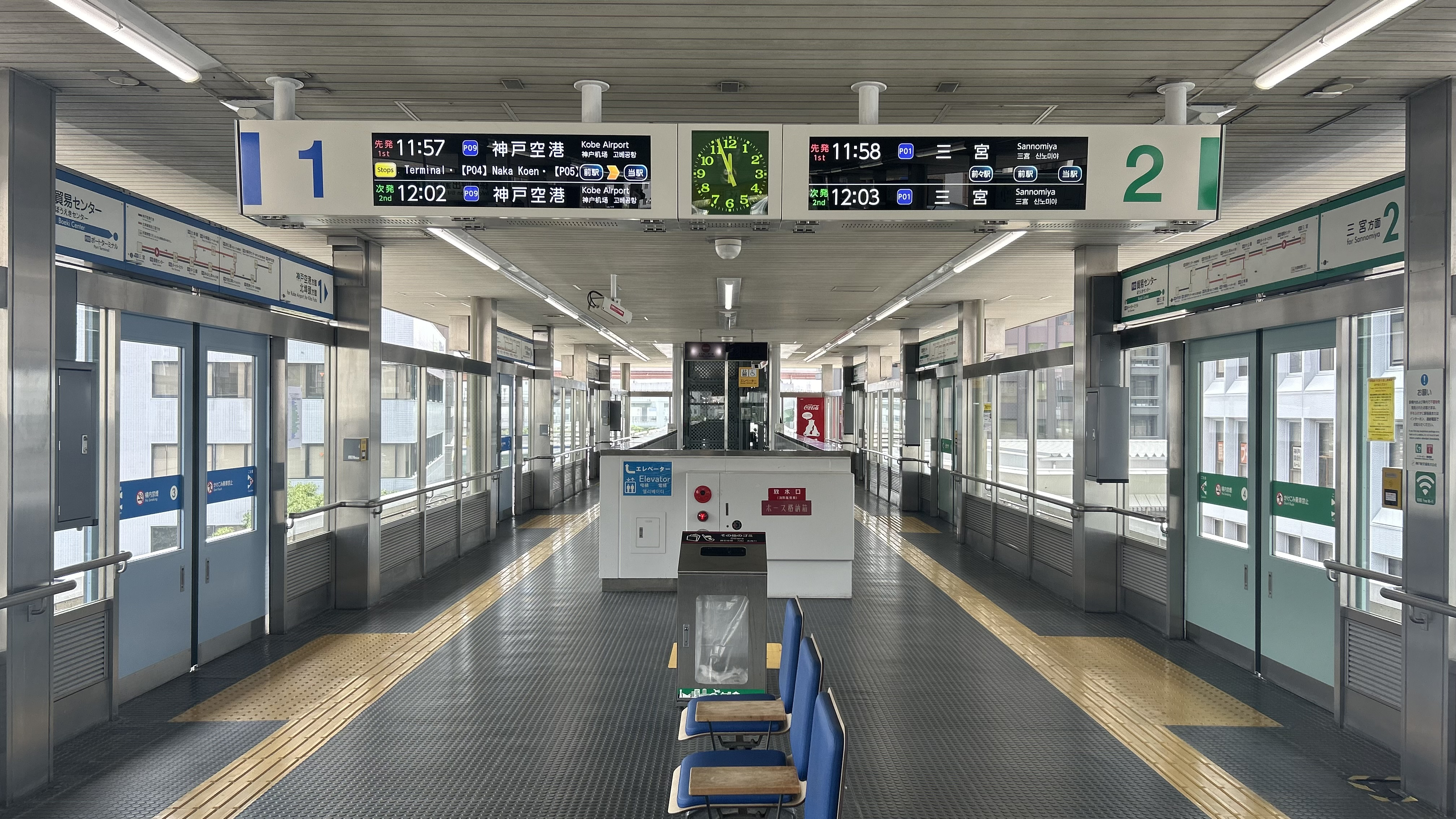
ホーム
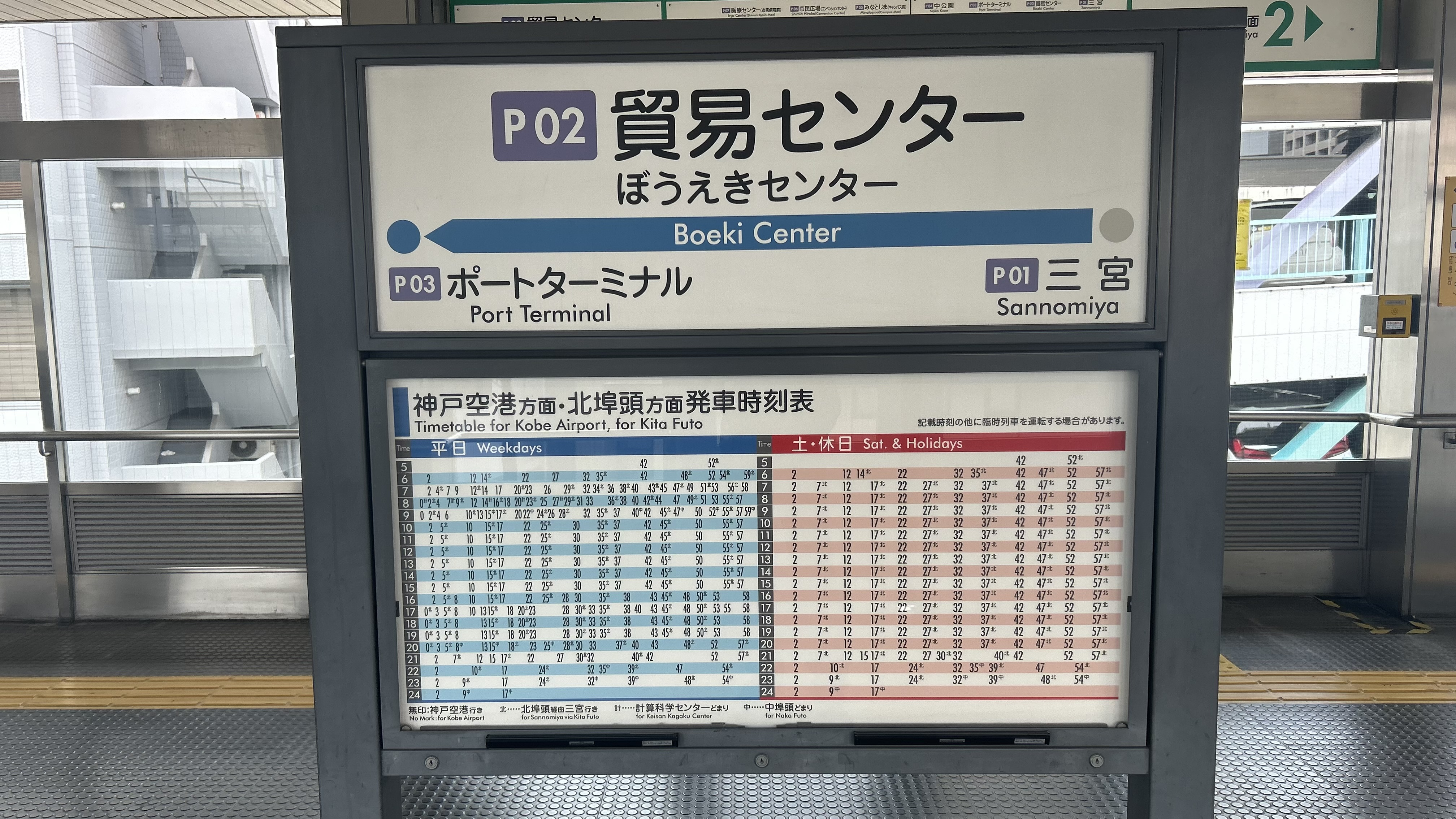
1番線側駅名標
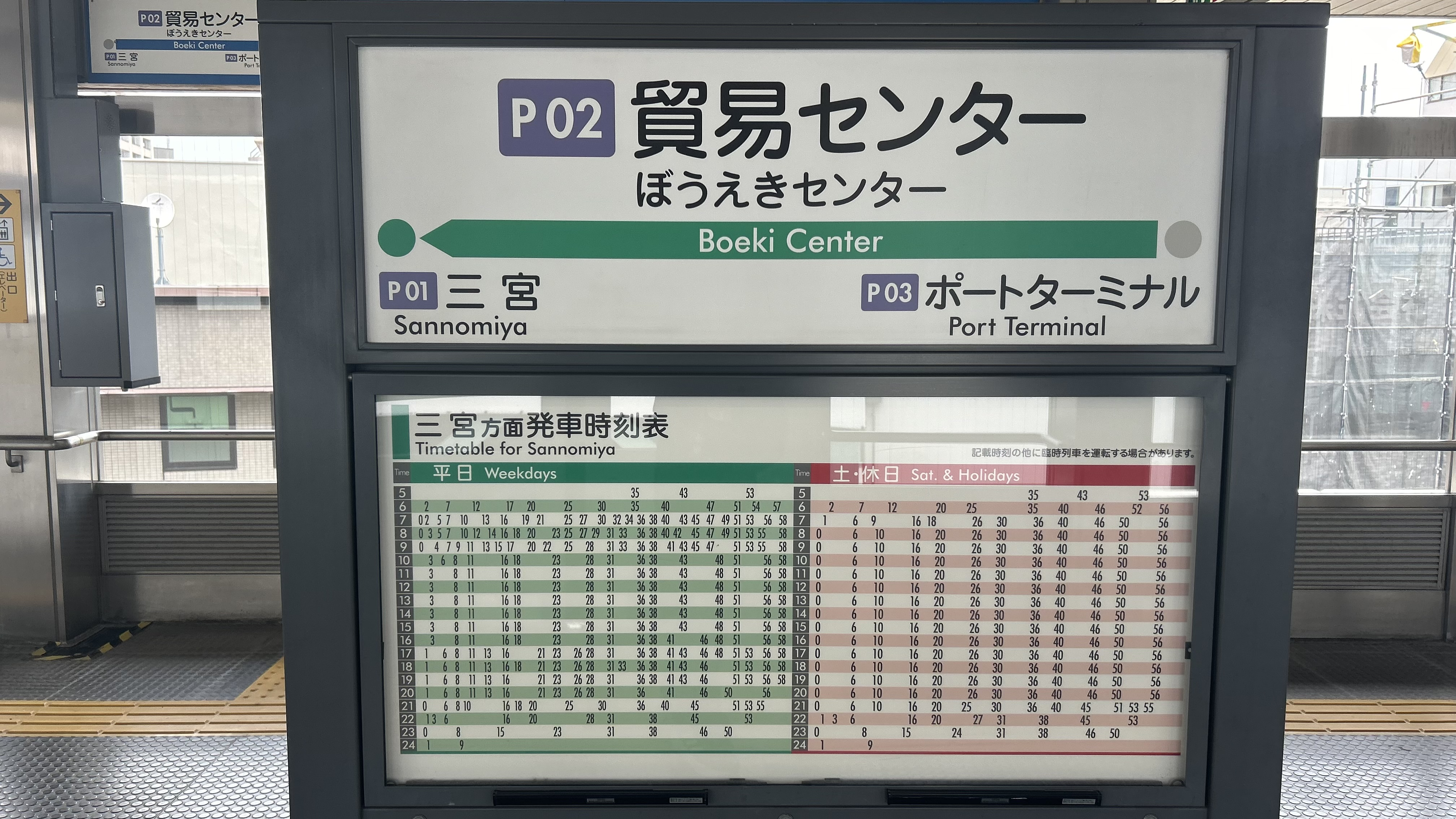
2番線側駅名標

## 利用状況
2019年度の1日あたりの平均乗車人員は1,773人で、神戸新交通の駅では第14位、ポートアイランド線では第9位。
1989年（平成元年）以降の年度別1日平均乗車人員の推移は下記の通りである。
| 年度               | 1日平均 乗車人員 |
| ------------------ | ---------------- |
| 1989年（平成元年） | 573              |
| 1990年（平成02年） | 723              |
| 1991年（平成03年） | 1,016            |
| 1992年（平成04年） | 1,052            |
| 1993年（平成05年） | 1,252            |
| 1994年（平成06年） | 1,210            |
| 1995年（平成07年） | 952              |
| 1996年（平成08年） | 1,710            |
| 1997年（平成09年） | 1,499            |
| 1998年（平成10年） | 1,397            |
| 1999年（平成11年） | 1,296            |
| 2000年（平成12年） | 1,328            |
| 2001年（平成13年） | 866              |
| 2002年（平成14年） | 836              |
| 2003年（平成15年） | 836              |
| 2004年（平成16年） | 832              |
| 2005年（平成17年） | 837              |
| 2006年（平成18年） | 855              |
| 2007年（平成19年） | 962              |
| 2008年（平成20年） | 948              |
| 2009年（平成21年） | 997              |
| 2010年（平成22年） | 1,000            |
| 2011年（平成23年） | 1,058            |
| 2012年（平成24年） | 1,145            |
| 2013年（平成25年） | 1,153            |
| 2014年（平成26年） | 1,189            |
| 2015年（平成27年） | 1,262            |
| 2016年（平成28年） | 1,356            |
| 2017年（平成29年） | 1,499            |
| 2018年（平成30年） | 1,674            |
| 2019年（令和元年） | 1,773            |

## 駅周辺
- 神戸商工貿易センタービル
- 神戸サンボーホール
- 磯上公園
  - 神戸レガッタアンドアスレチッククラブ
- 神戸税関[1]
- 旧国立生糸検査所
- 旧神戸市立生糸検査所[1]
- 新港貿易会館[1]
- 東遊園地
- 神戸市役所
- 国道174号（日本一短い国道）
- 神戸震災復興記念公園（神戸港駅跡地）[1]
- 神戸市バス「貿易センター前」停留所

## 隣の駅
神戸新交通
■ポートアイランド線（ポートライナー）
三宮駅 (P01) - 貿易センター駅 (P02) - ポートターミナル駅 (P03)